# Alticorpus pectinatum
Alticorpus pectinatum е вид лъчеперка от семейство Цихлиди (Cichlidae). Видът е незастрашен от изчезване.

## Разпространение
Разпространен е в Малави.